# Hydrotaea armipes
Hydrotaea armipes är en tvåvingeart som först beskrevs av Fallen 1825.  Hydrotaea armipes ingår i släktet Hydrotaea och familjen husflugor. Arten är reproducerande i Sverige. Inga underarter finns listade i Catalogue of Life.